# Línia 7 del metro de Barcelona
La línia 7 del metro de Barcelona, també anomenada línia de Balmes, és un servei de ferrocarril metropolità soterrat que forma part de la Línia Barcelona-Vallès de Ferrocarrils de la Generalitat de Catalunya (hereva dels Ferrocarrils de Catalunya), compartint infraestructura amb cinc serveis més. La companyia Ferrocarril de Barcelona a Sarrià (FBS) va construir i inaugurar el Tren de Sarrià l'any 1863, va ser soterrat posteriorment i el ramal d'Av. Tibidabo es va inaugurar l'any 1954.

Pel que fa als túnels, la línia 7 comparteix túnel amb la resta de serveis de la línia Barcelona-Vallès entre l'estació terminal de Pl. Catalunya i Gràcia, on es bifurca per arribar a l'Av. Tibidabo.

Esquema de la línia 7

## Característiques generals

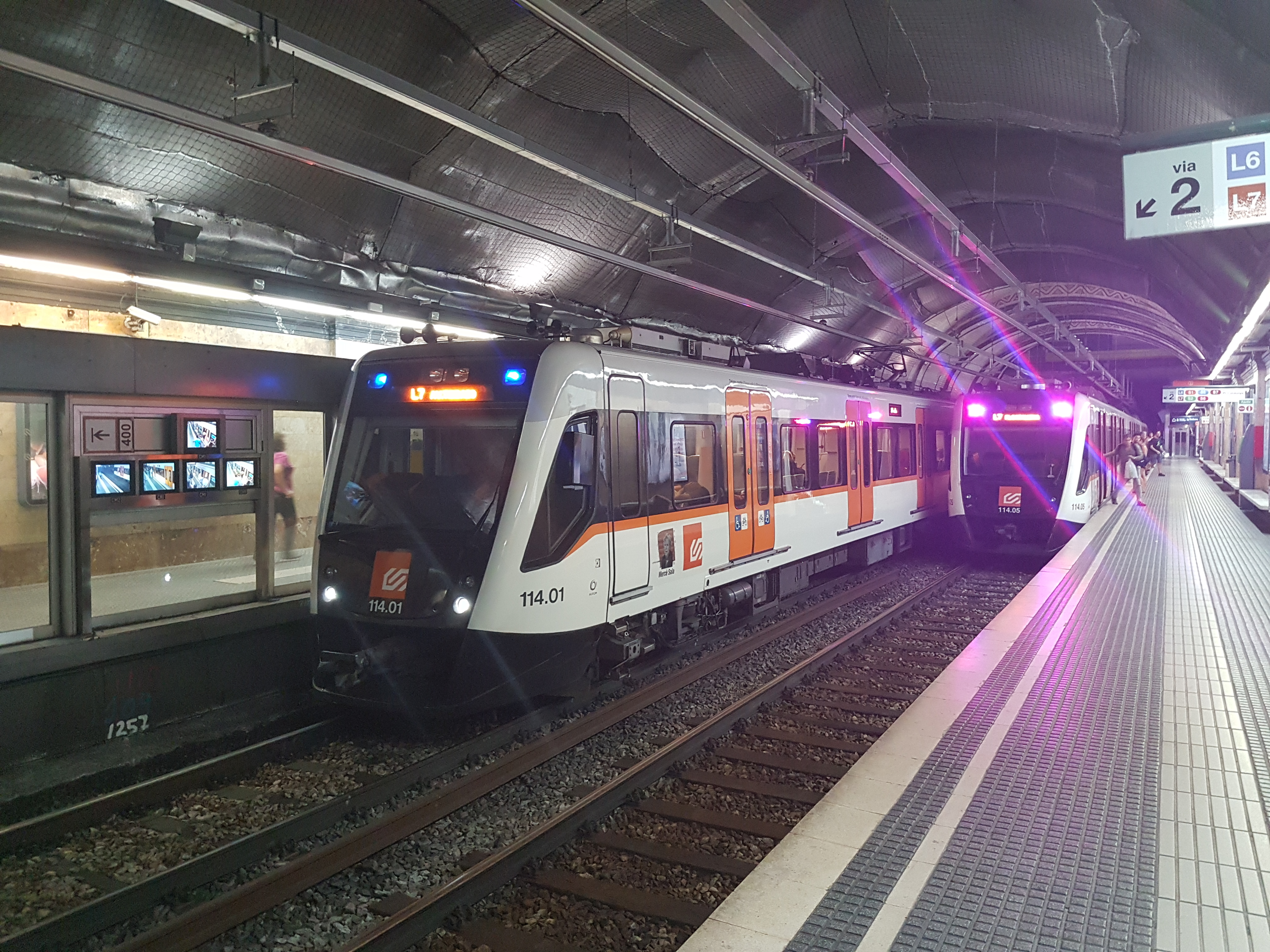
Creuament d'unitats 114 a l'estació de Provença.

La línia 7 és una línia operada per Ferrocarrils de la Generalitat de Catalunya (FGC). El traçat de la línia, que uneix Barcelona - Plaça Catalunya i Avinguda Tibidabo, és de doble via soterrada.

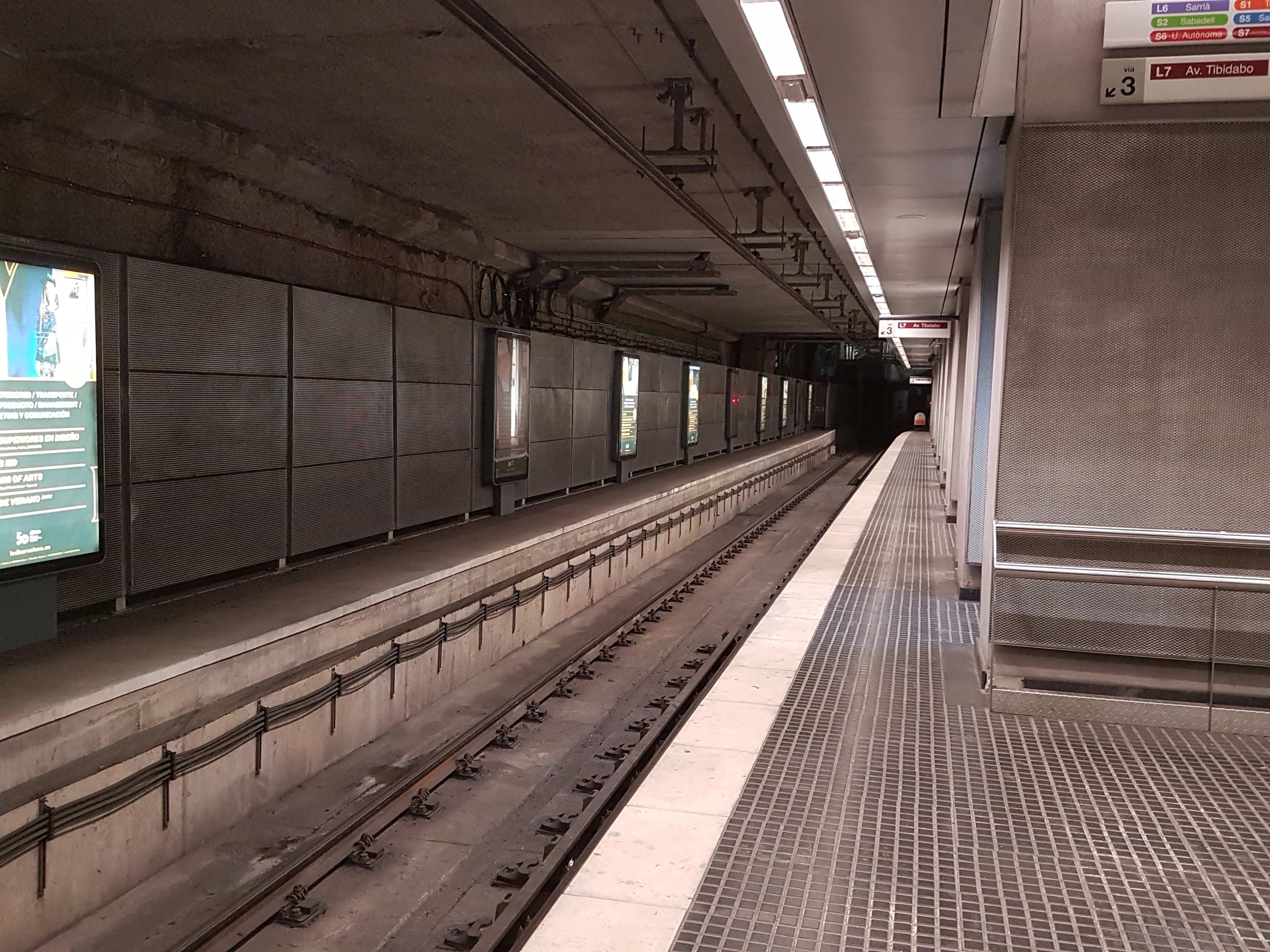
Bifurcació de la línia a Gràcia.

Tradicionalment les línies urbanes de FGC (L6, L7 i L8) no s'han considerat part del metro de Barcelona fins a la integració tarifària l'any 2001 de tota la xarxa de transports de la primera corona de l'àrea metropolitana de Barcelona, el canvi de nomenclatura l'any 2003 de U6, U7 i S3 a L6, L7 i L8 (U d'urbà per L de línia) i l'augment de la freqüència de pas.
El Centre d'Operacions de Rubí, és el dipòsit i taller central de la línia Barcelona-Vallès i el centre de comandament de la circulació ferroviària. Anteriorment les cotxeres i tallers també es trobaven a les cotxeres de Sarrià, però aquestes van ser desmantellades l'any 2004 per centralitzar-ho al COR de Rubí.
Actualment circulen per la línia trens de la sèrie 114. La línia 7 té una longitud de 3,9 quilòmetres, set estacions i en el global de la línia Barcelona-Vallès a la zona 1 de l'ATM l'any 2010 es van realitzar un total de 29 milions de viatges, segons l'Autoritat del Transport Metropolità.
El servei té una freqüència de pas d'entre 2 i 6 minuts depenent del tram i l'hora. El 14 d'abril de 2007 es va iniciar el servei de metro nocturn els dissabtes a la nit i a la revetlla de festius, però a partir del 7 de gener de 2012 es deixarà d'oferir aquest servei a les línies metropolitanes de FGC per racionalitzar despeses davant la crisi econòmica.
Municipis coberts
L'únic municipi cobert per la línia és la ciutat de Barcelona. A la ciutat de Barcelona transcorre per dos districtes: Eixample i Sarrià - Sant Gervasi.

### Estacions
Les estacions són totes amb andanes laterals i estan adaptades completament a persones amb mobilitat reduïda.
Hi ha un total de tres estacions amb correspondència amb altres línies de metro i tramvia de TMB i trens de rodalia i regionals i quatre estacions amb enllaços amb altres serveis de FGC:
| Estació       | Metro | Altres |
| ------------- | ----- | ------ |
| Av. Tibidabo  |       |        |
| El Putxet     | obres |        |
| Pl. Molina    |       |        |
| Gràcia        | obres | obres  |
| Provença      |       |        |
| Pl. Catalunya |       |        |

## Història

### Cronologia
- 1863: s'inaugura el Ferrocarril de Barcelona a Sarrià (FBS), una línia d'ample ferroviari ibèric i tracció de vapor.
- 1874: l'empresa acumula deutes i és absorbida per Ferrocarril de Sarrià a Barcelona S.A. (FSB).
- 1905: s'electrifica la línia i canvia a l'ample estàndard.
- 1912: es constitueix Ferrocarrils de Catalunya S.A., que compra Ferrocarril de Sarrià a Barcelona S.A.
- 1929: soterrament de la línia entre Pl. Catalunya i Muntaner.
- 1954: s'inaugura el ramal d'Av. Tibidabo.
- 1976: es crea el ramal de Reina Elisenda.
- 1977: problemes econòmics de la companyia Ferrocarril de Sarrià a Barcelona S.A. fa que abandoni el ferrocarril i Ferrocarrils de Via Estreta (FEVE) n'assumeix l'explotació.
- 1978: l'Estat traspassa la línia a la Generalitat de Catalunya.
- 1979: es constitueix l'empresa pública de la Generalitat de Catalunya: Ferrocarrils de la Generalitat de Catalunya, i es converteix en l'operadora de la línia.
- 1996: es posa en marxa l'anomenat metro del Vallès i es numeren els serveis de FGC, el ramal d'Avinguda Tibidabo passa a anomenar-se U7.
- 2001: es produeix la integració tarifària a la primera corona de l'Àrea metropolitana de Barcelona.
- 2003: la línia d'Av. Tibidabo passa a anomenar-se línia 7.
- 2008: es fa públic el projecte per la construcció d'una cua de maniobres a l'estació de Pl. Catalunya.
- 2011: el nou govern de la Generalitat de Catalunya fa públic que estudia alternatives per augmentar les freqüències de trens i no construir la cua de maniobres de Pl. Catalunya.

### Tren de Sarrià

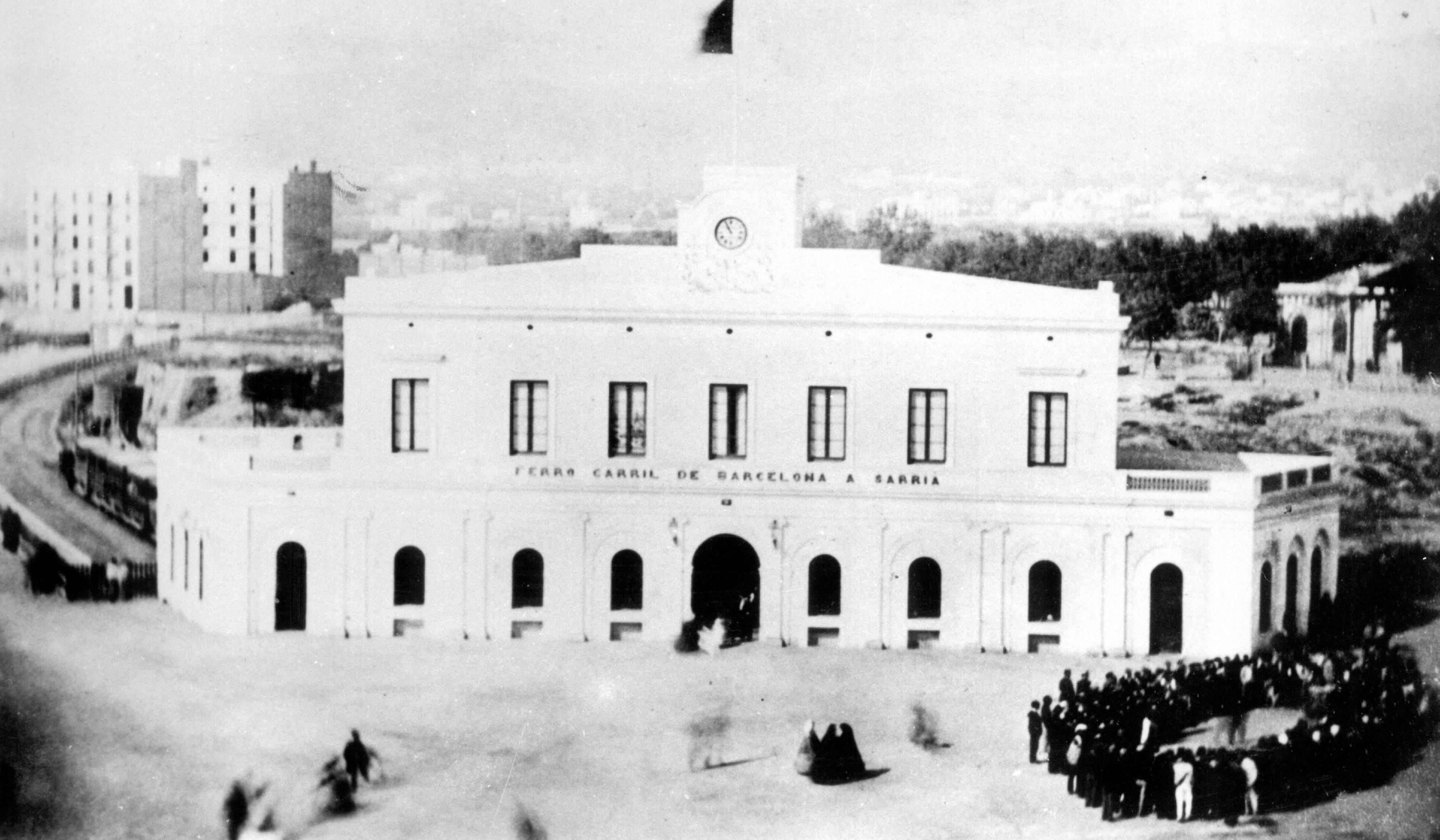
Antiga estació de Plaça de Catalunya, terminal del Ferrocarril de Sarrià.

El "Ferrocarril de Sarrià a Barcelona" popularment conegut com a tren de Sarrià construït per la Companyia del Ferrocarril de Barcelona a Sarrià va ser inaugurat l'any 1863 amb tracció a vapor, en superfície i ample ibèric antic (1672 mm). La concessió de la línia data del 1856 i tenia una longitud de 4,72 km per unir Barcelona amb els municipis de Gràcia, Sant Gervasi de Cassoles i Sarrià. El projecte inicial es va replantejar, ja que el trajecte tallava per la meitat les illes projectades per Ildefons Cerdà, fent que passés pel carrer de Balmes i Via Augusta.
La línia tingué molt d'èxit, tot i això l'any 1874 l'empresa per acumulació de deutes fou absorbida per una nova societat anomenada Ferrocarril de Sarrià a Barcelona. El 1905 s'electrificà i canvià l'ample de la via a estàndard (1435 mm).
Al llarg del temps FBS va augmentar el nombre d'estacions amb la construcció de més baixadors a Provença el 1882, a la Bonanova el 1887 i a Muntaner el 1908.

### Ferrocarrils de Catalunya i extensió al Vallès

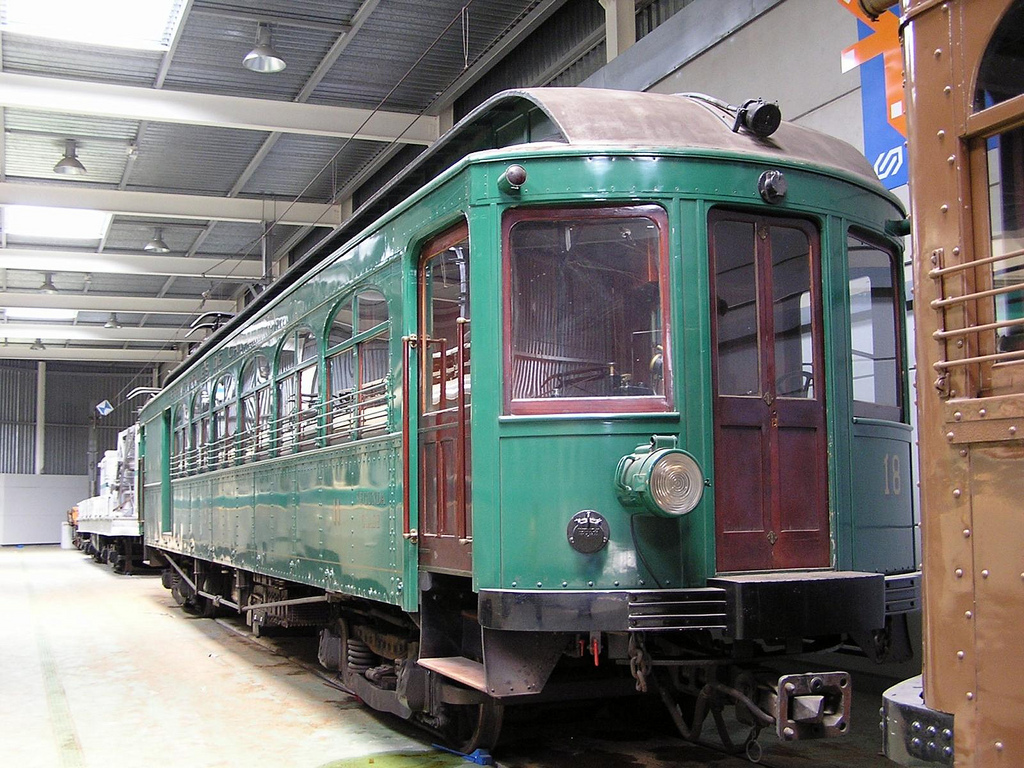
Brill número 18 de FCC.

Tot i l'existència del Ferrocarril de Barcelona-Saragossa (via Terrassa i Sabadell) que uneix el Vallès Occidental amb Barcelona des del 1855 el gran creixement de Barcelona i també de Sabadell i Terrassa feia palesa la importància d'una comunicació més directa. Des de mitjans del segle xix i fins a la darreria de segle, van haver diversos projectes per la construcció de serveis ferroviaris entre Barcelona i el Vallès, que per diverses raons no es van dur a terme.
Carles Emili Montañès, se li va atorgar una concessió d'un ferrocarril entre Sarrià i les Planes de Vallvidrera, que circularia en terrenys reversibles a l'Estat. Montañès no disposava de suport financer i va buscar la col·laboració del Doctor Frederick Stark Pearson. El tram entre Sarrià i Barcelona es faria amb l'adquisició del Tren de Sarrià de FSB, que a la vegada era propietat de la Société Générale de Tramways Électriques en Espagne (SGTEE).
El 1912 es constituïa Ferrocarrils de Catalunya S.A. (FCC). L'empresa va començar a actuar per ampliar el Tren de Sarrià cap al Vallès amb l'inici de les obres del túnel de Vallvidrera al maig i a l'any següent entre les Planes i Sant Cugat.
El 1917 arribava el ferrocarril a Sant Cugat, el 1921 a l'estació de Terrassa (ara anomenada Terrassa-Rambla), i a l'estació de Sabadell-Rambla no va arribar fins al 1925, ja que el consistori va pressionar perquè la línia fos subterrània.

### Soterrament a Barcelona
Amb els anys el Tren de Sarrià es va tornar «una molèstia per al desenvolupament de Barcelona i un perill constant per la circulació» segons l'Ajuntament de Barcelona, i apareixia el soterrament al "Pla General d'Enllaços" de l'any 1917. Així que es van iniciar a la dècada de 1920 les obres per soterrar el ferrocarril sota el carrer de Balmes.
El 1924 va ser l'any amb més nombre de viatgers però el tràfic va anar disminuint a causa de les molèsties per les obres de soterrament del Tren de Sarrià, que havien obligat a canviar l'emplaçament habitual de les estacions de Barcelona i Gràcia. El 1929 s'obria el tram soterrat entre Barcelona - Pl. Catalunya i Muntaner.
El 1952 es van acabar les principals obres de soterrament del Tren de Sarrià, el 1959 s'inaugurava la segona nau de l'estació de Plaça Catalunya i el 1976 el ramal de Reina Elisenda.
Es van realitzar altres millores com la instal·lació de noves subestacions transformadores d'electricitat a Sarrià i Sant Cugat (1966-1972), la creació del Control de Trànsit Centralitzat a Sant Cugat el 1973.

### Branca d'Avinguda Tibidabo

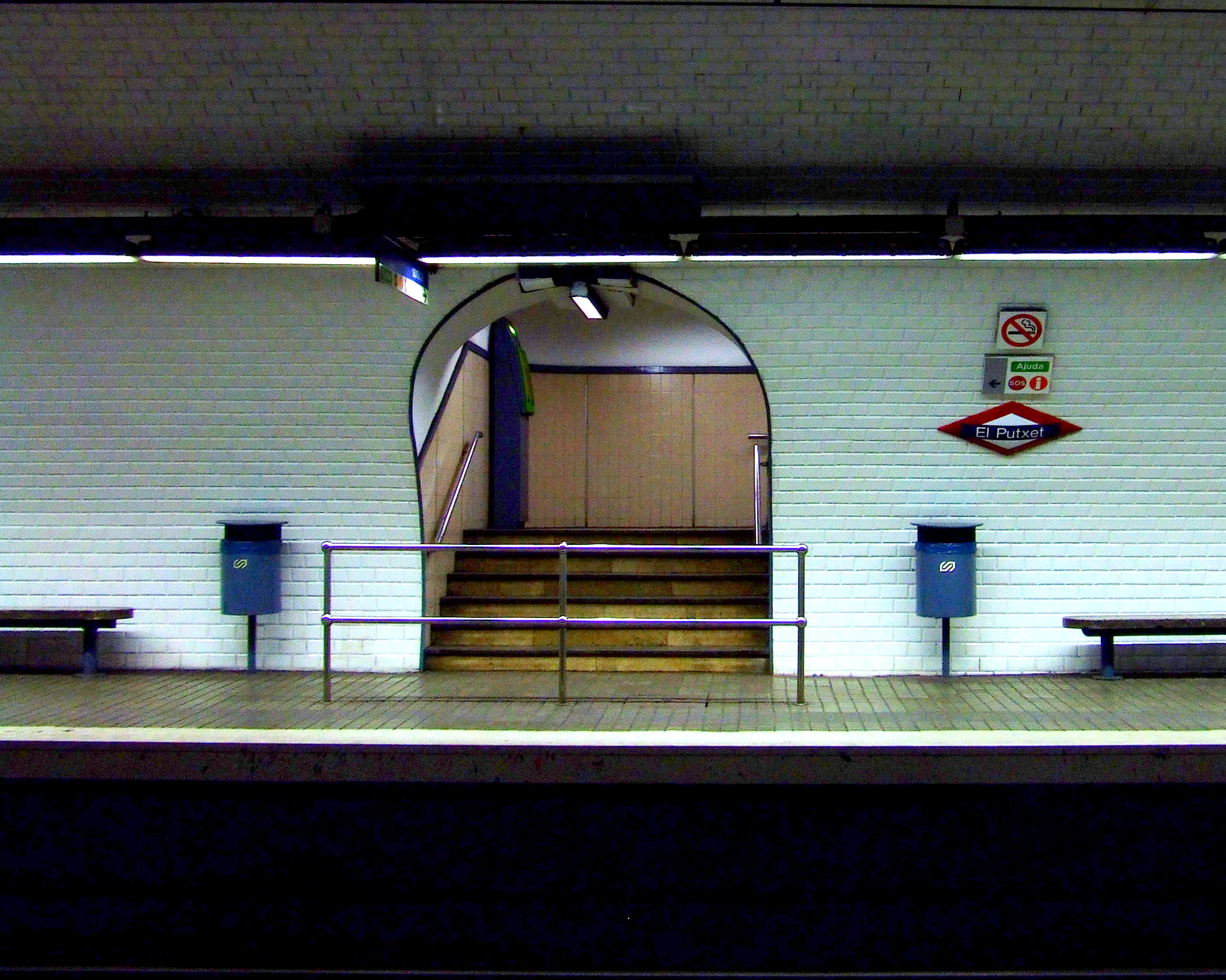
L'estació del Putxet.

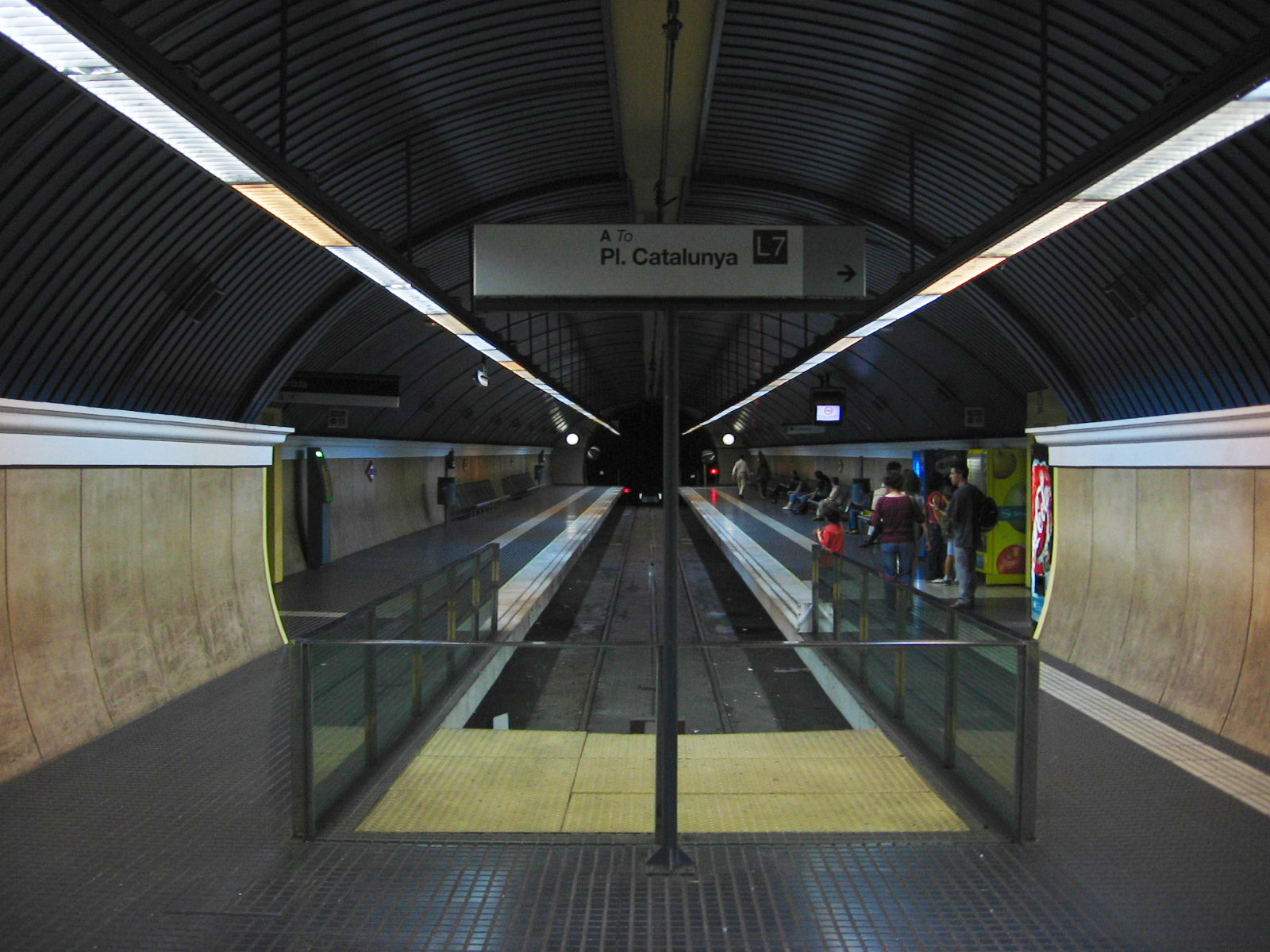
L'estació d'Avinguda Tibidabo.

La branca de Tibidabo, Avinguda Tibidabo o Gràcia - Avinguda Tibidabo, va ser inaugurat al desembre de l'any 1954 i obert al públic l'1 de gener de 1955 com un nou ramal del Tren de Sarrià i concedit per l'Ajuntament de Barcelona a la Companyia del Ferrocarril de Sarrià a Barcelona, que ja depenia de Ferrocarrils de Catalunya.
La branca ja apareixia al Pla d'Enllaços Ferroviaris de 1933 i parteix de l'estació de Gràcia fins a l'estació d'Avinguda Tibidabo amb quatre noves estacions: Pl. Molina, Pàdua, el Putxet i Av. Tibidabo. Té una longitud de 1.860 metres que circulen sota el Carrer de Balmes i plaça de Molina fins a l'avinguda del Tibidabo.

### Clausura i transferència a FEVE
Les companyies FSB i FCC a partir de la dècada de 1970 va començar a patir problemes financers a causa de la inflació, l'augment de les despeses d'explotació i perquè el Govern feia mantenir tarifes polítiques i sense cap compensació. El 1977 després de demanar subvencions a diferents institucions, va sol·licitar el rescat de la concessió de les línies urbanes però l'Ajuntament de Barcelona va denegar la petició.
Durant l'any 1977 els comitès d'empresa de FSB i FCC van organitzar vagues perquè el seu salari fos similar als treballadors d'altres empreses de transports, l'empresa tot i augmentar preus havia tingut pèrdues i ja no es veia viabilitat a la continuació de la prestació del servei. El Ministeri d'Obres Públiques del Govern d'Espanya va plantejar la possibilitat de traspassar el servei a Ferrocarriles de Vía Estrecha (FEVE), però els treballadors no estaven d'acord i plantejaven la creació d'un consorci.
El 23 de maig de 1977 els Ferrocarrils de Catalunya van anunciar la clausura de la xarxa a partir del 20 de juny. El 17 de juny de 1977 per Reial Decret es van transferir les línies a Ferrocarriles de Vía Estrecha de forma provisional, mentre el Ministeri d'Obres Públiques del Govern d'Espanya, la Diputació de Barcelona, la Corporació Metropolitana de Barcelona i l'Ajuntament de Barcelona estudiaven el règim d'explotació d'aquesta xarxa. A causa de la indefinició es va produir una degradació del material i les instal·lacions dels Ferrocarrils de Catalunya, que en algun moment van determinar la paralització de l'explotació.

### Creació de FGC

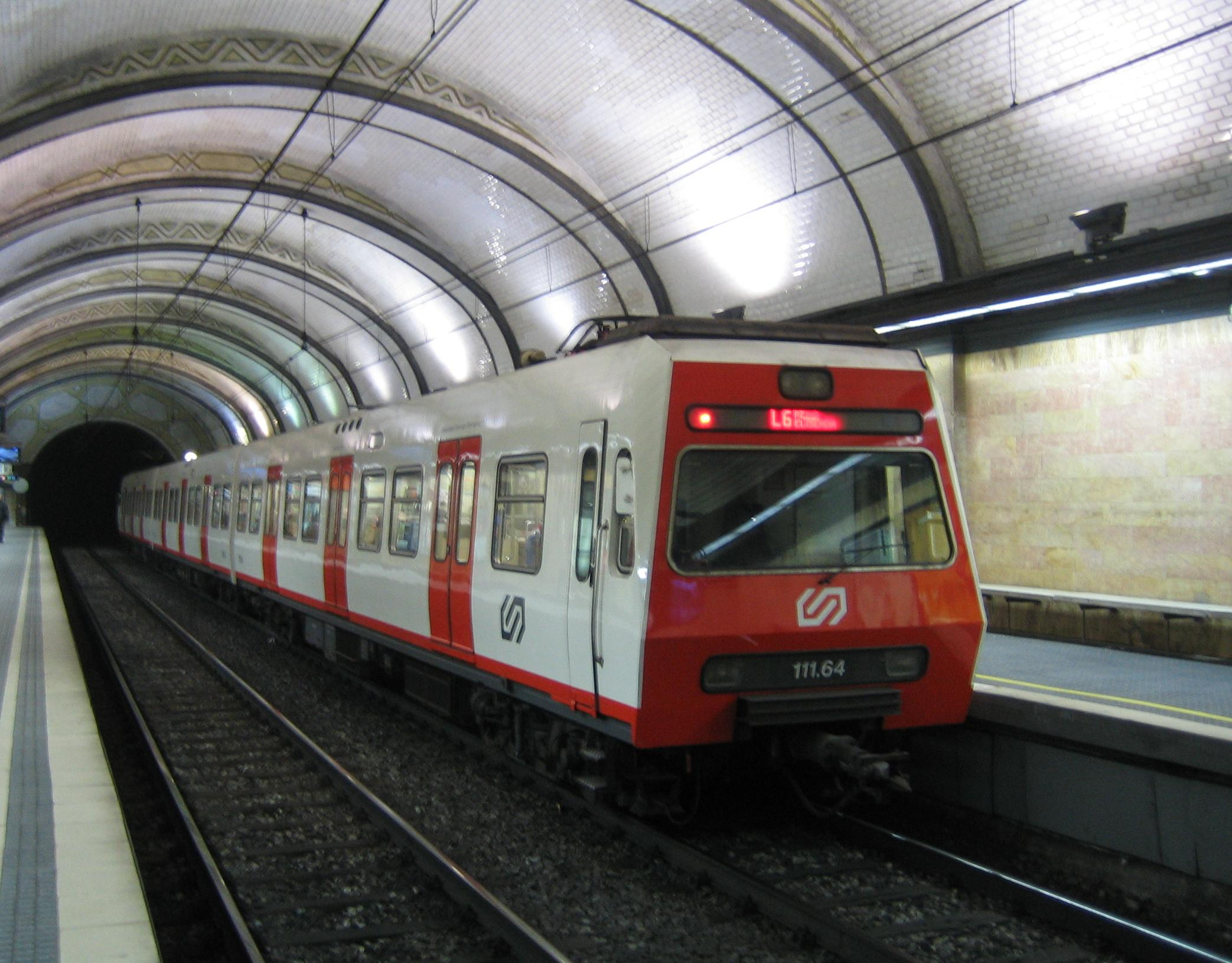
Tren de la sèrie 111 de FGC.

Amb la reinstauració de la Generalitat de Catalunya, el Govern d'Espanya va traspassar a la Generalitat la gestió de les línies explotades per FEVE a Catalunya, gestionant així els Ferrocarrils de Catalunya a través del Departament de Política Territorial i Obres Públiques (DPTOP) fins que es va crear el 1979 l'empresa Ferrocarrils de la Generalitat de Catalunya (FGC), la qual integrava el 7 de novembre a la seva xarxa aquests ferrocarrils amb la denominació línia Catalunya i Sarrià.
A la Generalitat li van ser traspassades l'any 1978 les línies dels Ferrocarrils Catalans (Línia Llobregat-Anoia) i Ferrocarrils de Catalunya i Sarrià (Línia Barcelona-Vallès), amb un estat deficient que obligava a elaborar un pla de millora.

### Integració al metro: d'U7 a L7
La companyia impulsà una gran modernització de la línia. Al juliol del 1996 es posà en marxa el "Metro del Vallès", és a dir, l'augment dels serveis i la freqüència de pas dels trens, acompanyat d'un canvi d'imatge. En quatre mesos l'augment de passatgers va ser de mig milió de persones als serveis de la Línia Barcelona-Vallès. Va suposar la inversió de 15.000 milions de pessetes. Els serveis es van numerar, començant a utilitzar per a la línia 7 el color marró i la identificació "U7" ("U" d'urbà). L'any 2003, juntament amb la posada en funcionament de la línia 11 del FMB, la U7 es reanomena al nom actual, L7 ("L" de línia).

### Cua de maniobres de Plaça Catalunya

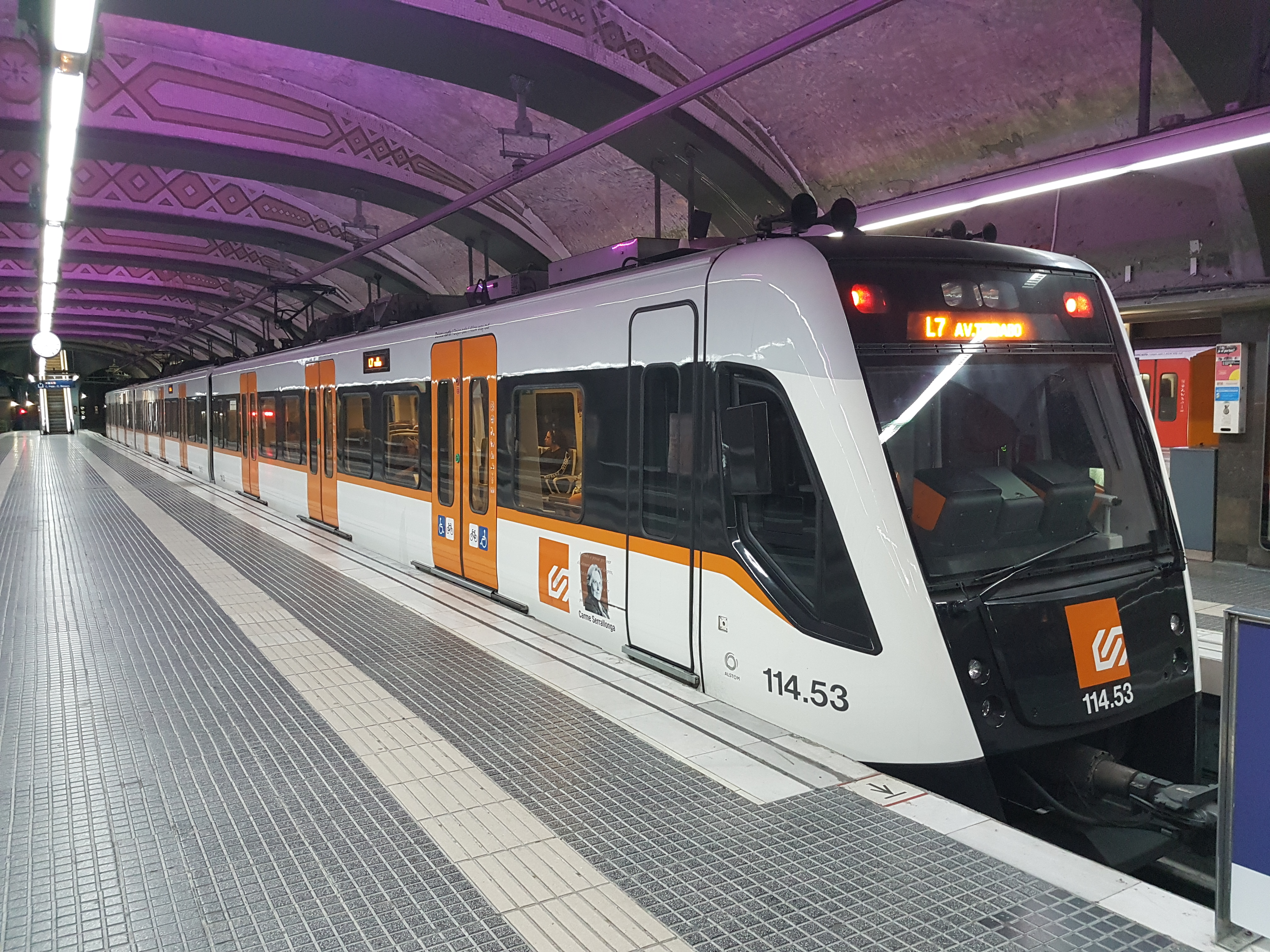
Unitat 114 a l'estació de Plaça Catalunya a punt d'iniciar servei.

La cua de maniobres a l'estació de Barcelona - Plaça Catalunya és un projecte per dur a terme una millora en les freqüències dels serveis de la línia Barcelona-Vallès. Inicialment hi havia dues alternatives: 1. partir de l'estació, creuar la Rambla, seguir sota la calçada de la Plaça de Catalunya direcció Passeig de Gràcia fins a la cruïlla amb Ronda de Sant Pere; 2. seguir recte pel carrer de Fontanella fins a la plaça d'Urquinaona.
L'opció escollida no pot hipotecar una futura prologanció, ja que la cua de maniobres podria ser l'inici d'un nou túnel cap al Vallès, ja sigui, realitzar el "Llaç de Gràcia" o "llaç ferroviari" i un gran intercanviador al Passeig de Gràcia amb les línies L1, L2, L3, L4 i Rodalies de Catalunya, o el perllongament cap al Poblenou i el túnel d'Horta (línia Poblenou-UAB). Les dues opciones afectarien a restes de la muralla medieval i les dues són complexes per salvar (en cas de prolongació) cinc línies de metro i d'Adif.
Actualment les freqüències són de 120 segons (dos minuts) i l'obra permetria freqüències de 90 segons (un minut i mig), passant dels 32 trens hora actuals als 40, millorant en un 30% la capacitat de la Línia Barcelona-Vallès.
El DPTOP recomanava el projecte de Fontanella i els estudis així ho confirmaven. L'agost del 2008 el DPTOP va iniciar el procés d'informació pública de l'estudi informatiu i de l'estudi ambiental de la nova cua de maniobres. Aquesta seria de 750 metres de longitud a 18 metres de profunditat perllongant les vies 1 i 2 fins a la plaça d'Urquinaona, amb capacitat d'estacionar tres trens i suposava una inversión de 108 milions d'euros, que incloïa la remodelació de l'estació i ampliació dels túnels d'accés. Es construiria en mina, des d'un pou d'explotació situat a la Plaça d'Urquinaona, per minimitzar les afectacions en superfície. Al gener del 2009 es va adjudicar la redacció del projecte constructiu.

Línies L6 i L7 i el perllongament de la L6.

L'agost del 2011 es va conèixer que no es construiria la nova cua de maniobres i el nou govern de la Generalitat de Catalunya estudiava alternatives per augmentar les freqüències de trens. El nou govern de l'Ajuntament de Barcelona, tampoc veia bé aquest projecte, adduint a les afeccions en superfície que causaria en un punt central de la ciutat. Una de les possibilitats és reduir el servei de la L7 perquè fos una llançadora entre Gràcia i Av. Tibidabo.
Intercanviador Central de Barcelona
Aquest projecte no apareix al Pla Director d'Infraestructures i l'Autoritat del Transport Metropolità i la Generalitat de Catalunya n'han estudiat la seva viabilitat. La creació del llaç ferroviari de Gràcia es duria a terme amb el perllongament de la cua de maniobres de Plaça de Catalunya i la creació de l'Intercanviador Central de Barcelona.
L'Intercanviador Central de Barcelona enllaçaria L1, L2, L3, L4, L6 i L7, altres línies de FGC i línies de Renfe, apareix al Pla d'infraestructures del transport de Catalunya 2006-2026 i a altres avantprojectes de l'Autoritat del Transport Metropolità.

## Futures ampliacions
Ni al PDI 2001-2010 ni al PDI 2009-2018 es planteja un perllongament del servei de la línia 7, si bé la construcció de la cua de maniobres de Barcelona - Plaça Catalunya deixa oberta un perllongament per aquesta banda dels serveis de FGC.
El 2011 es va anunciar la possibilitat de no construir la cua de maniobres i retallar el servei de la L7 per a convertir-la en una llançadora entre Gràcia i Av. Tibidabo, per poder augmentar les freqüències a la resta de serveis de FGC.